# Sol Hurok
Sol Hurok ou Solomon Isaievich Hurok (né Solomon Izrailevich Gurkov, en russe : Соломон Израилевич Гурков ; 9 avril 1888 - 5 mars 1974) est un impresario américain d'origine russe. Il fut naturalisé en 1914.

## Biographie
Sol Hurok est né à Polgar en Russie  dans une famille juive traditionnelle.
Avec l'agent que son père lui avait remis pour étudier à l'université de Kharkov, il fuit la Russie en 1906 avec son amie Tamara Shapiro pour gagner les États-Unis. Il a alors dix-huit ans. Installé à New-York, il fait de multiples petits métiers pour subvenir aux besoins de sa famille, une petite fille étant née de son union avec Tamara. Déjà à cette époque, il parle russe, anglais et yiddish.
En 1913, il crée l'agence Music for Masses qui organise des concerts populaires. Il devient alors l'imprésario des plus grands solistes, chefs d'orchestre, danseurs et chanteurs d'opéra et organise des tournées internationales. Socialiste et éprouvant une grande sympathie pour l'Union Soviétique, il invite aux États-Unis des orchestres, compagnies de ballets et artistes russes.
En 1935, Rubinstein lui présenta la chanteuse Marian Anderson qui garda Hurok comme impresario tout au long de sa carrière. Quelques années plus tard, avec Walter White du NAACP et la première Dame Lady Eleanor Roosevelt, Hurok a joué un rôle déterminant en persuadant le Secrétaire d'État Harold L. Ickes d’organiser le concert en plein air d’Anderson le 9 avril 1939 sur les marches du Lincoln Memorial.
À partir de la fin des années 1930, Hurok a travaillé pour le Ballet russe du colonel W. de Basil, ainsi que pour ses concurrents, le Ballet russe de Monte Carlo et le Ballet russe de Sergei J. Denham, qui se produisaient souvent dans la même ville ou le même pays. Il a espéré à un moment pouvoir les réunir mais échoua dans cette entreprise.
En 1959, après 35 années d'efforts, Sol Hurok est parvenu à faire venir le Ballet du Bolchoï de Russie aux États-Unis pour une tournée de huit semaines. En 1961, il y fit venir l’Académie de Ballet du Kirov et la compagnie de ballet Igor Moiseyev. En 1962, il a de nouveau fait venir le Bolchoï aux États-Unis pour une tournée au plus fort de la crise des missiles de Cuba.
Le First Moog Quartet, premier quartet à jouer de la musique électronique à Carnegie Hall, a été formé en 1970 à la suite d'une demande de Hurok d'écouter le synthétiseur Moog lors d'un concert.
En récompense de son influence sur la musique américaine, il reçut le prix du mérite du Glee Club de l'Université de Pennsylvanie le 4 décembre 1971. Ce prix a été créé en 1964 "pour, chaque année, montrer notre reconnaissance à un individu qui a apporté une contribution importante au monde de la musique et a contribué à créer un climat dans lequel nos talents peuvent trouver une expression valable."
En 1972, il fut blessé, ainsi que plusieurs de ses collaborateurs, par une bombe qui explosa dans ses bureaux et qui tua Iris Kones. Alors que beaucoup soupçonnent la Ligue de défense juive, une organisation terroriste d'extrême droite qui s'opposait aux tournées d'artistes américains en Union soviétique, personne n'a jamais été reconnu coupable de ce crime
Il mourut en 1974 d'une crise cardiaque dans une limousine qui le conduisait chez David Rockefeller avec qui il envisageait d'organiser une tournée pour le danseur Rudolf Noureev. Plus de deux mille personnes ont rempli Carnegie Hall pour ses funérailles au cours desquelles Marian Anderson a prononcé son éloge funèbre.

## Ses collaborations
Il fut l'imprésario de Katherine Dunham, Marian Anderson, Irina Arkhipova, Vladimir Ashkenazy, Fédor Chaliapine, Néstor Cháyres, Van Cliburn, Isadora Duncan, Michel Fokine, Margot Fonteyn, Emil Gilels, Horacio Gutiérrez, Daniel Heifetz, Jerome Hines, Isa Kremer, Arturo Benedetti Michelangeli, David Oistrakh, Anna Pavlova, Jan Peerce, Andrés Segovia, Sviatoslav Richter, Mstislav Rostropovich, Arthur Rubinstein, Isaac Stern, Galina Vishnevskaya, Regine, Ralph Votapek et Efrem Zimbalist.
Il organisa les premières tournées aux États-Unis de Daniel Barenboïm à partir de 1957.